# Архонское ущелье
Архо́нское ущелье (осет. Æрхоны ком) — часть исторической территории Осетии, входит в Алагирский район Республики Северная Осетия-Алания. Архонское ущелье, одно из живописнейших в Северной Осетии, имеет протяженность около 20 км. Является ответвлением Алагирского ущелья. Образовано долиной реки Архондон, впадающей в Ардон. Горы, окаймляющие ущелье с востока и запада, имеют высоту до 2780 м. Северный гребень Северного Бокового хребта отделяет два ущелья: Бадское на западе и Архонское на востоке. Перевал Цаджиу соединяет ущелье Цаджиу на востоке с ледником Северо-восточный Тепли Архонского ущелья на западе. Северо-западный гребень, разделяющий ледники Северо-восточный и Северный Тепли, спускается в Архонское ущелье.
Архонское ущелье входит в Северо-Осетинский заповедник. Оно известно своими историческими и архитектурными осетинскими памятниками, а также памятниками природы. Одними из наиболее известных памятников природы являются т.н. «каменные грибы» — необычная форма выветривания различных по прочности горных пород. Помимо этого туристов привлекают многочисленные сторожевые башни, крепости и древние языческие святилища.
Ранее в ущелье действовал свинцово-цинковый Архонский рудник.

## Населённые пункты
- Архон
- Даикау

Исторические аулы, опустевшие без населения
- Тара
- Бацойта